# Русские без России. Русский выбор
«Русские без России. Русский выбор» — российский документальный фильм из двух частей (восьмисерийного цикла:79 «Русский выбор» и шестисерийного «Русские без России»), снятый режиссёром Никитой Михалковым. Вышел на экраны в 2003 году.
В каждом из фильмов показаны значимые персоны Белого движения, их участие в событиях русской революции. Режиссёр показывает жизнь известных эмигрантов за рубежом и пытается выяснить как сложилась их судьба и чего они достигли. В создании цикла принимал активное участие российский историк и публицист, кандидат исторических наук Владимир Марковчин.

## Краткое содержание
Фильм состоит из следующих частей, объединённых одной темой — гражданской войной, и последовавшей за ней русской эмиграцией:
В первой части документального сериала «Русский выбор» рассказано о судьбах военных, вынужденных покинуть Родину после окончания братоубийственной Гражданской войны. Жизнь генералов Врангеля и Деникина, адмирала Колчака, трагедия русской эскадры, судьба мальчиков-кадет и казаков показана в сериале. Через призму трагедии писателя Ивана Шмелёва показана участь тех, кто, поверив обещаниям советской власти, остался на Родине.
Во второй части сериала «Русскіе безъ Россіи» рассказывается, как строилась жизнь русских изгнанников за границей и что помогало им выжить.
В фильмах показаны значимые персоны Белого движения и их участие в событиях революции в России. Показана жизнь известных и не очень известных эмигрантов за рубежом. Режиссёры фильма пытаются выяснить, как сложилась их судьба и чего они достигли в дальнейшем.

## Содержание

### Часть первая «Русский выбор»
- «Анна Марли — Русская муза Французского Сопротивления» (ведущий — Никита Михалков).
- «Пролог» (описание событий ноября 1920 года).
- «Диалоги с Колчаком» (рассказ внука адмирала Александра Колчака, живущего во Франции).
- «Антон Деникин. Романс для генерала» (рассказ дочери Антона Деникина Марины Деникиной).
- «Генерал Врангель. Когда мы уйдем» (рассказ дочери Петра Врангеля — Наталии Петровны).
- «Гибель Русской эскадры» (о братьях Михаиле и Евгении Беренсах).
- «Казаки: неразделённая любовь» (о жизни русских казаков в эмиграции).
- «Версальские кадеты» (о выпускниках Версальского кадетского корпуса).

### Часть вторая «Русские без России»
- «Тамо далеко…»
- «Берлинские звёзды»
- «Русская муза французского Сопротивления»
- «Проявленное время»
- «Дорога домой»
- «Кавалеры почётного легиона»

## Награды
- Фильм был выдвинут на государственную премию Российской Федерации[2].
- Продюсер фильма Елена Чавчавадзе получила за него диплом Дома русского зарубежья имени Александра Солженицына.
- Первая и вторая части фильма стали лауреатами нескольких фестивалей документального кино, в том числе международных[3]:16.
- Премия Правительства РФ в области культуры (2008)[4][5]:84
- Специальный приз Мэра Москвы, Международный телекинофорум «Вместе», г. Ялта, Украина (2010)[4]

## Оценки
Кандидат философских наук Оксана Полюшкевич пишет, что в фильме «Русские без России. Русский выбор» Михалков критикует советскую власть и ее лидеров, «воспевая дореволюционную Россию и ее отдельных представителей», а также показывает «настоящих» героев и патриотов — участников Белого движения. Исследователь для характеристики фильма приводит цитату автора: «Глупость, невежество и моральное разложение — это актуальные состояния для нашего правительства семьдесят лет после революции»:137.